# Tommy Cassidy
Thomas Cassidy (Belfast, 1950. november 18.  – 2024. augusztus 1.) válogatott északír labdarúgó, edző.

## Pályafutása

### Klubcsapatban
1968 és 1970 között a Glentoranban játszott, melynek tagjaként északír bajnoki címet szerzett. 1970-től 1980-ig a Newcastle United játékosa volt. 1980 és 1983 között a Burnleyt erősítette. 1983 és 1985 között Cipruson az APÓEL együttesében játszott.

### A válogatottban
1971 és 1982 között 24 alkalommal szerepelt az északír válogatottban és 1 gólt szerzett. Részt vett az 1982-es világbajnokságon, ahol a Spanyolország elleni csoportmérkőzésen csereként lépett pályára. A Jugoszlávia, a Honduras, az Ausztria és a Franciaország elleni találkozókon nem kapott lehetőséget.

## Sikerei, díjai
Glentoran FC
- Északír bajnok (1): 1969–70

APÓEl
- Ciprusi kupagyőztes (1): 1983–84